# Lisbeth Wulff

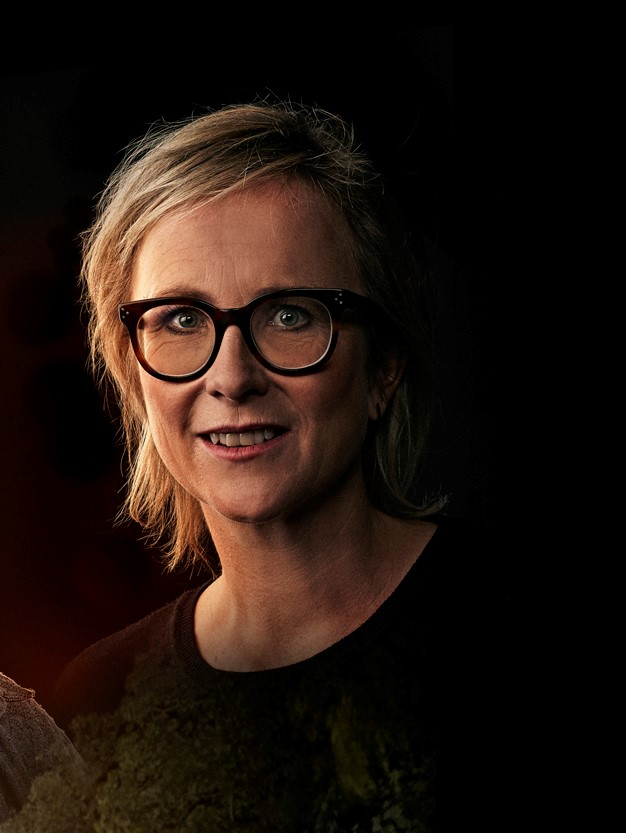
Lisbeth Wulff, 2016

Lisbeth Wulff (* 17. März 1972) ist eine dänische Schauspielerin und Drehbuchautorin.

## Leben
Wulff lebte in ihren ersten Lebensjahren in Afrika, wo ihr Vater als Konsul arbeitete. Nach der Scheidung ihrer Eltern zog sie im Alter von sechs Jahren mit ihrer Mutter und ihrem Bruder nach Birkerød. An der Schauspielschule des Aarhus Teater beendete Wulff im Jahr 1997 ihre Ausbildung zur Schauspielerin. Anschließend begann sie als Theaterschauspielerin an unterschiedlichen Theatern wie dem Det Danske Teater und dem Det Kongelige Teater zu arbeiten. Bekanntheit erlangte sie auch für ihre Darstellung zahlreicher Figuren für Filmproduktionen. So spielte sie unter anderem von 2010 bis 2013 die Journalistin Pia Munk in der Serie Borgen – Gefährliche Seilschaften. Im Jahr 2011 wurde sie Teil der live ausgestrahlten Sketchshow Live fra Bremen. Bei der Robertverleihung 2013 war sie in der Kategorie „Beste weibliche Nebenrolle“ für ihre Rolle in der Serie I hegnet nominiert.
Im Jahr 2015 wurde die von Wulffs kreierte Miniserie Mens vi presser citronen im dänischen Rundfunk DR ausgestrahlt. Sie übernahm dort zudem die Rolle der Lise. Wulff fungierte auch bei der 2020 erstausgestrahlten Miniserie Jul med Trines mor als Schauspielerin und Drehbuchautorin an der. Die Serie basierte auf der Figur Trine aus der Serie Rytteriet, für die sie bereits zuvor als Autorin tätig war.
Im September 2010 heiratete Wulff den Schauspieler Rasmus Botoft, mit dem sie einen Sohn hat.

## Filmografie (Auswahl)
- 2005: Rufmord (Dommeren)
- 2005: Den rette ånd
- 2006: Anna Pihl – Auf Streife in Kopenhagen (Anna Pihl, Fernsehserie, 10 Folgen)
- 2007: Kommissarin Lund – Das Verbrechen (Forbrydelsen, Fernsehserie, 1 Folge)
- 2008: Gaven
- 2008: En enkelt til Korsør
- 2008–2011: Normalerweize (Fernsehserie, 11 Folgen)
- 2009: Historietimen
- 2009–2010: Kleine Morde unter Nachbarn (Lærkevej, Fernsehserie, 17 Folgen)
- 2010–2022: Borgen – Gefährliche Seilschaften (Borgen, Fernsehserie, 33 Folgen)
- 2011: Live fra Bremen (Fernsehserie, 15 Folgen)
- 2011: Hjælp, det er jul (Fernsehserie, 24 Folgen)
- 2012: Mysteriet om Tycho Brahes død
- 2013: Outsider (Fernsehserie, 3 Folgen)
- 2013: Player
- 2014: Partiets mand (Fernsehserie, 1 Folge)
- 2014: Krummerne: Alt på spil
- 2014–2015: Helden am Herd (Bankerot, Fernsehserie, 5 Folgen)
- 2015: The Team (Fernsehserie, 8 Folgen)
- 2015: Mens vi presser citronen (Fernsehserie, 5 Folgen)
- 2016: Swinger
- 2017: Aldrig mere i morgen
- 2020: Ambassadøren (Fernsehserie, 10 Folgen)
- 2020: Jul med Trines mor
- 2022–2023: Helt Ny (Fernsehserie, 25 Folgen)